# 弗莱明氖 (肯塔基州)
弗莱明氖（英語：Fleming-Neon），是美国肯塔基州的一座城市。建立于1860年，面积约为4.1平方公里（1.6平方英里）。根据2010年美国人口普查，该市的人口为770人。